# رومان جاكوب
رومان جاكوب (بالفرنسية: Romain Jacob)‏ مواليد 18 أغسطس 1988، هو ملاكم محترف فرنسي يصنف ضمن فئة الوزن الخفيف بدأ مسيرته الاحترافية سنة 2008 حيث انتصر في نزاله الأول.

## المسيرة الاحترافية
من نزالاته:
- انتصر على إرمانو فيجاتيلي (24-04-2015).
- انتصر على مارتين كاردونا بالضربة الفنية القاضية (28-06-2013).

## إحصائيات
خاض خلال مسيرته 24 نزالا، فاز في 23 ولم يتعادل وخسر في 1. فاز بالضربة القاضية في 7 نزالات.

## روابط خارجية
- رومان جاكوب على موقع بوكس ريك (الإنجليزية) (registration required)